# Hinsingen
Hinsingen je občina v departmaju Bas-Rhin francoske regije Alzacija.
Leta 1990 je v občini živelo 82 oseb oz. 28 oseb/km².